# Makronisos

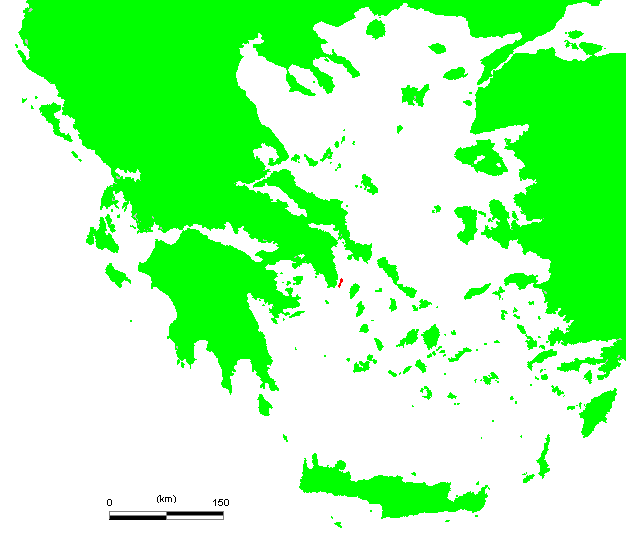
Makronisos Keas na mapie Grecji

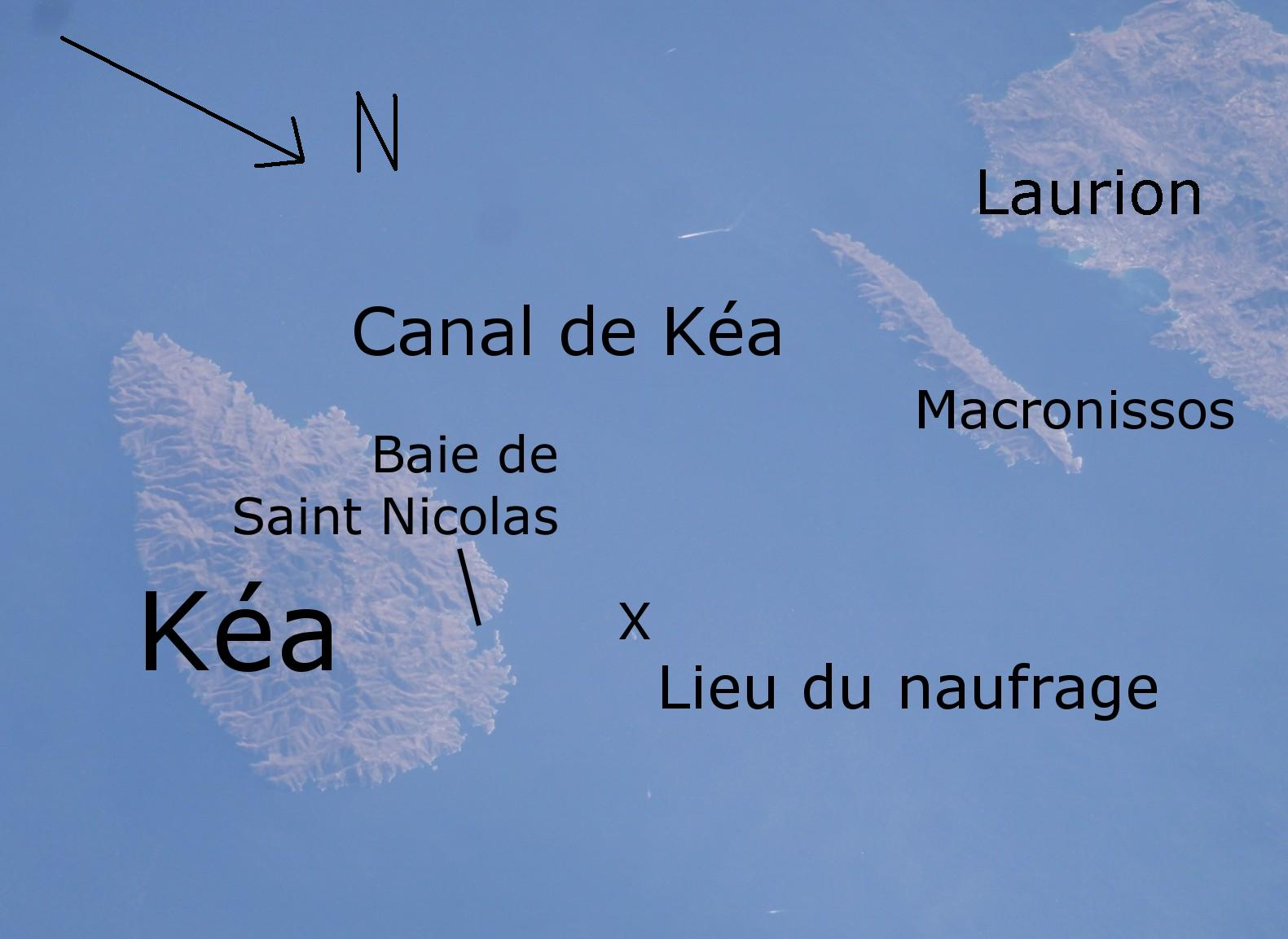
Zdjęcie, obrazujące położenie Makronisos, pomiędzy wyspą Kea a miastem Lawrio w Attyce

Makronisos (gr. Μακρόνισος) – grecka wyspa na Morzu Egejskim położona niedaleko wybrzeży Attyki, naprzeciw miasta i portu Lawrio. W starożytności wyspa nazywała się Helene. Makronisos jest najbardziej na Zachód wysuniętą wyspą archipelagu Cyklad. Obecnie wyspa pozostaje niezamieszkana. Istnieje jeszcze kilka greckich wysp i wysepek o tej nazwie.
Leży w administracji zdecentralizowanej Wyspy Egejskie, w regionie Wyspy Egejskie Południowe, w jednostce regionalnej Kiea-Kitnos, w gminie Kiea.

## Historia
- Ślady osadnictwa sięgają 4 tys. lat p.n.e.
- W średniowieczu, zwłaszcza w XII w. chętnie użytkowana przez piratów.
- W okresie wojen bałkańskich istniały tu obozy dla jeńców tureckich.
- W 1916 roku w cieśninie pomiędzy Makronisos a sąsiednią wyspą Keos zatonął brytyjski statek szpitalny HMHS Britannic, bliźniaczy okręt RMS Titanic.
- Od 1923 r. przyjmowano tu na kwarantannę greckich uchodźców z Azji mniejszej. Wobec szczupłości środków i podobnie jak w innych obozach tego okresu znaczna część uchodźców umierała tu wskutek wcześniejszego wycieńczenia i wskutek chorób[1].
- W okresach 1947–1950 i 1967-74 funkcjonowały więzienia i obozy koncentracyjne dla więźniów politycznych.

## Wyspa jako miejsce zesłań i kaźni
Od maja 1947 działał tu pierwszy obóz, początkowo dla internowanych, następnie koncentracyjny. W związku z wojną domową więziono tu łącznie 1100 oficerów i 27 tys. wojskowych niższych stopni – kombatantów ruchu oporu ELAS, partyzantów DSE i także podejrzewanych o nielojalność wobec monarchii żołnierzy wojsk królewskich. Prócz nich więziono 30 tys. osób cywilnych, w tym kobiety i dzieci – obywateli niewygodnych władzy i w następstwie decyzjami administracyjnymi uznawanych za komunistów. Według niektórych źródeł kobiety gwałcono. W 1949 r. powołano Organizację Zakładów Przystosowawczych Markronisos (gr.: Οργανισμός Αναμορφωτηρίων Μακρονήσου), popełniającą zbrodnie programowo. Gdy w jednym z obozów wybuchł bunt uwięzionych tu „za postawę” żołnierzy królewskich, w odwecie zamordowano ponad 300 więźniów.
W okresie junty czarnych pułkowników, część obozów uruchomiono ponownie.

## Geografia
- Położenie: 37°42′N 24°7′E
- Powierzchnia: 20 km²
- Najwyższy punkt wyspy: 281 m n.p.m.

Makronissos, z pozostałościami jej więzień, dobrze widoczna jest na kilka minut przed lądowaniem samolotów pasażerskich zmierzających z Polski do Aten.